# ستيبان بابيتش
ستيبان بابيتش هو لاعب كرة قدم كرواتي في مركز الوسط، ولد في 4 ديسمبر 1988 في زغرب في كرواتيا. شارك مع منتخب كرواتيا تحت 17 سنة لكرة القدم ومنتخب كرواتيا تحت 18 سنة لكرة القدم ومنتخب كرواتيا تحت 19 سنة لكرة القدم. أما مع النوادي، فقد لعب مع أمكار بيرم وإنتر زابرشيتش وبالتيكا كالينينغراد ودينامو زغرب ونادي أولمبيا ليوبليانا ونادي رودار فيلينيه ونادي زغرب ونادي لوكوموتيفا.

## وصلات خارجية
- ستيبان بابيتش على موقع اتحاد كرواتيا (الكرواتية)
- ستيبان بابيتش على موقع قاعدة بيانات كرة القدم.إي يو (الإنجليزية)
- ستيبان بابيتش على موقع Soccerway.com (الإنجليزية)
- ستيبان بابيتش على موقع عالم كرة القدم.نت (الإنجليزية)